# Марыйский областной комитет КП Туркменистана
Марыйский областной комитет КП Туркменистана - орган управления Марыйской областной партийной организацией, существовавшей в 1939-1963 и 1970-1991 годах.
Марыйская область создана 21.11.1939, 10.01.1963 упразднена, созданы районы республиканского подчинения.
14.12.1970 образована вновь, с 18.05.1992 Марыйский велаят.

## Первые секретари обкома
11.1939-1940 Перманов, Курбан
194.-/12.1944/Мятиев, Сеидназар
1945-1948 Атаев, Какабай
1948-1950 Юзбашев, Аннаяр
1950-07.1951 Овезов Балыш Овезович
1951-1959 Атаев, Какабай
1959-1961 Койнеков, Джума Койнекович
1961-10.03.1963 Чарыев, Розымамед Алиевич
1971-1976 Аннаоразов Пода
1976-28.03.1985 Акгаев Ата
28.03.1985-25.11.1988 Гедженов, Чары
25.11.1988-1991 Оразов, Курбанмурад Мурадович